# Jumpei Arai (Fußballspieler, 1994)
Jumpei Arai (japanisch 新井 純平 Arai Jumpei; * 12. November 1994 in der Kumagaya) ist ein japanischer Fußballspieler.

## Karriere
Arai erlernte das Fußballspielen in der Jugendmannschaft von Urawa Reds und der Universitätsmannschaft der Waseda-Universität. Seinen ersten Vertrag unterschrieb er 2017 bei Yokohama FC. Der Verein spielte in der zweithöchsten Liga des Landes, der J2 League. Für den Verein absolvierte er 20 Ligaspiele. 2019 wechselte er zum Ligakonkurrenten FC Ryukyu. Ende 2019 beendete er seine Karriere als Fußballspieler.